# トッド・ブラックアダー
- トッド・ブラッカダー

トッド・ブラックアダー（Todd Julian Blackadder, 1971年9月20日 - ）は、ニュージーランド南島ランギオラ出身のラグビー指導者、元ラグビーニュージーランド代表キャプテン。2024年現在は東芝ブレイブルーパス東京のヘッドコーチを務めている。
息子に同じくラグビーニュージーランド代表のイーサン・ブラックアダーがいる。

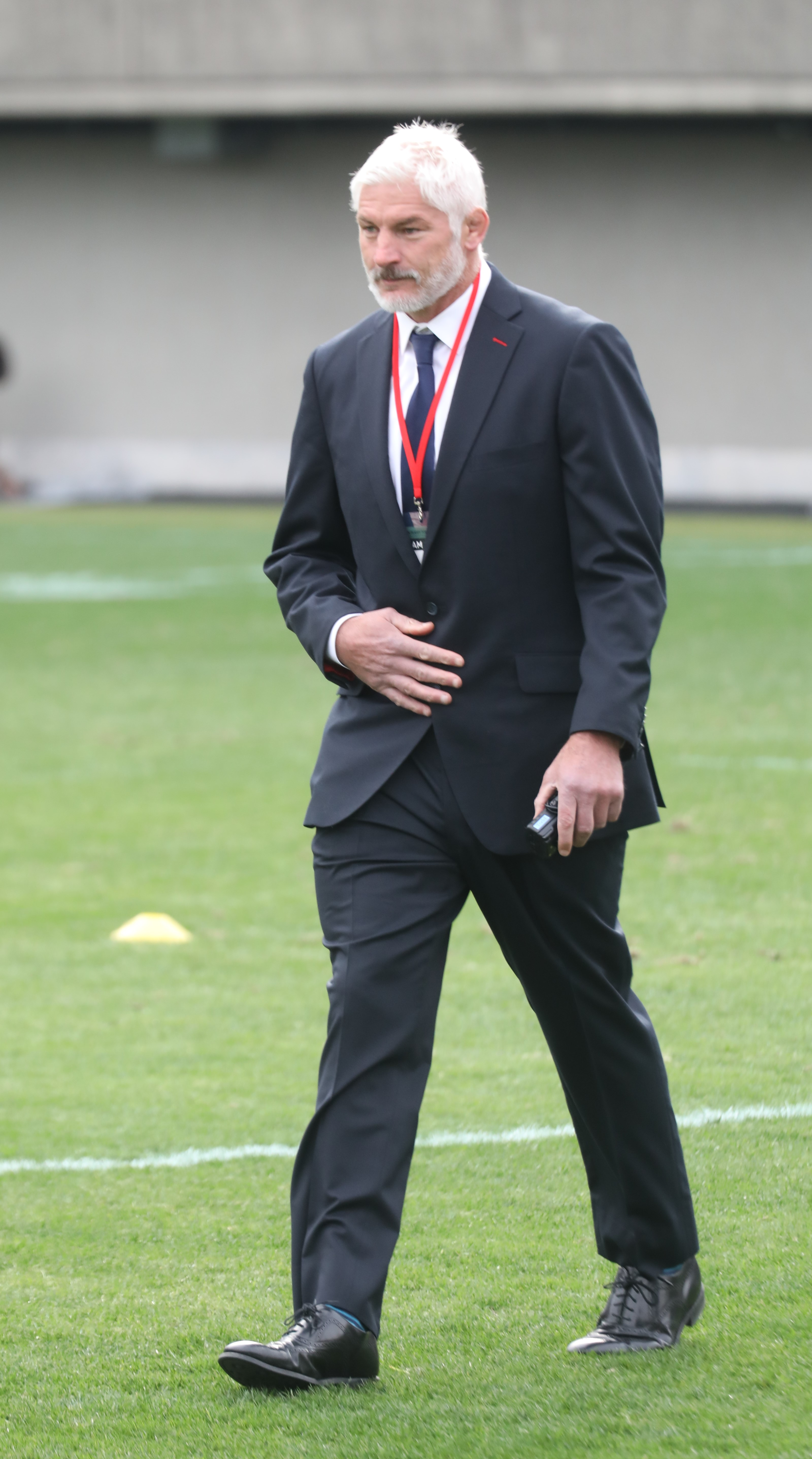
秩父宮ラグビー場にて 2020年1月12日

## 来歴
1996年にNPC（現在のエアーニュージーランドカップ）カンタベリーに所属（2001年まで）、同年よりスーパー14クルセイダーズに所属（2001年まで）。現役時代はナンバーエイト、フランカー、ロックとして活躍した。1997年から2001年までクルセイダーズ正キャプテンを務め、3度のスーパーラグビー優勝を果たす。クルセイダーズでは71試合、カンタベリーでは128試合に出場した。
1995年に、ラグビーニュージーランド代表へ初選出され、同年10月25日に開催された対イタリア戦（カターニア）でデビューした。2000年までニュージーランド代表に選出され12キャップ（そのうち10試合はキャプテン）。
2001年11月よりスコットランドケルティックリーグに参戦するエディンバラへ移籍し2004年に引退を表明するまでエディンバラで75試合に出場した。この間、2003年から2004年までラグビースコットランド代表アシスタントコーチ、2005年から2006年までエディンバラヘッドコーチを歴任。
2006年にニュージーランドへ戻りクルセイダーズの技術指導コーチに就任する。2007年はNPCに参戦するタズマンのラグビーディレクター 兼 ヘッドコーチに就任した。
2008年シーズンでクルセイダーズヘッドコーチの引退を表明していたロビー・ディーンズの後任として、同年7月23日にクルセイダーズヘッドコーチに就任した。
2016年シーズを持ちクルセイダーズを離れ、2018年 - 2019年シーズンまでプレミアシップ・バース・ラグビーヘッドコーチ。
2019年6月に、東芝ブレイブルーパスヘッドコーチに就任（契約期間は2年間）。